# Stéphanie Pillonca-Kervern
Pour les articles homonymes, voir Kervern.
Stéphanie Pillonca, ou Stéphanie Pillonca-Kervern depuis son mariage, est une réalisatrice, scénariste et actrice française.

## Biographie
Stéphanie Marie Pillonca naît à La Farlède, dans le Var.
Après avoir étudié la comédie au conservatoire à rayonnement régional de Toulon, Stéphanie Pillonca-Kervern suit  la formation de La Classe Libre du Cours Florent.
Entre 1998 et 2000, elle collabore à l'émission people Exclusif en tant que chroniqueuse, aux côtés d'Emmanuelle Gaume et Frédéric Joly. En 2001, elle travaille à la Star Academy, notamment lors du 1er prime où elle fait visiter le château.
Elle réalise en 2011 son premier court métrage, intitulé Bocuse, qui met en scène une empoisonneuse interprétée par Anémone). Elle reprend ce thème en 2017 dans son premier long métrage intitulé Fleur de tonnerre, adaptation du roman homonyme de Jean Teulé qu'elle coécrit avec Gustave Kervern. Les rôles principaux sont interprétés par Déborah François et Benjamin Biolay.
Elle réalise également plusieurs documentaires et téléfilms.

### Vie privée
Elle est mariée avec l'acteur et réalisateur Gustave Kervern.

## Filmographie

### Réalisatrice
- 2011 : Bocuse  (court métrage)
- 2013 : Je marcherai jusqu'à la mer (documentaire)
- 2014 : Les Petites sœurs de la colline (documentaire)
- 2017 : Fleur de tonnerre
- 2019 : Laissez-moi aimer (téléfilm documentaire)
- 2020 : Apprendre à t’aimer (téléfilm)
- 2020 : C'est toi que j'attendais  (documentaire)
- 2021 : J'irai au bout de mes rêves (ou Invulnérables) (téléfilm)
- 2022 : Handigang (téléfilm)
- 2022 : Le Souffle du dragon (téléfilm)
- 2022 : Disparition inquiétante (série, épisode 5 « Consentement parental »)
- 2023 : Invincible Eté (documentaire)
- 2023 : Enquête Parallèle[6],[7]
- 2025 : Dans de beaux draps

### Scénariste
- 2011 : Bocuse  (court métrage)
- 2017 : Fleur de tonnerre
- 2019 : Laissez-moi aimer (téléfilm documentaire)
- 2020 : Apprendre à t’aimer (téléfilm)
- 2020 : C'est toi que j'attendais  (documentaire)
- 2021 : J'irai au bout de mes rêves (ou Invulnérables) (téléfilm)
- 2022 : Handigang (téléfilm)

### Actrice
- 2010 : Mammuth de Benoît Delépine et Gustave Kervern : la serveuse du restaurant
- 2011 : Ni à vendre ni à louer de Pascal Rabaté : Madame crème chantilly
- 2011 : À la maison pour Noël de Christian Merret-Palmair (téléfilm) : Stéphanie
- 2012 : Dix jours en or de Nicolas Brossette : Nadine
- 2012 : Le Grand Soir de Benoît Delépine et Gustave Kervern : l'ex-femme de Jean-Pierre
- 2014 : Du goudron et des plumes de Pascal Rabaté : la mère de Vanessa
- 2016 : Saint Amour de Benoît Delépine et Gustave Kervern : la dame en famille

## Publication
- avec Gustave Kervern, Petits Moments d'ivresse, Paris, Le Cherche midi, 19 janvier 2012, 128 p. (ISBN 978-2-7491-2253-3)
- a contribué dans l'ouvrage Joyeux Noël, simple formule ou message d'espérance ? chez les éditions Bibli'O, Paris, octobre 2022, 110p  (ISBN 9782853008716)

## Distinction
- Chevalière de l'ordre national du Mérite en 2019[1]